# Conner Peripherals

Logo von Conner Peripherals

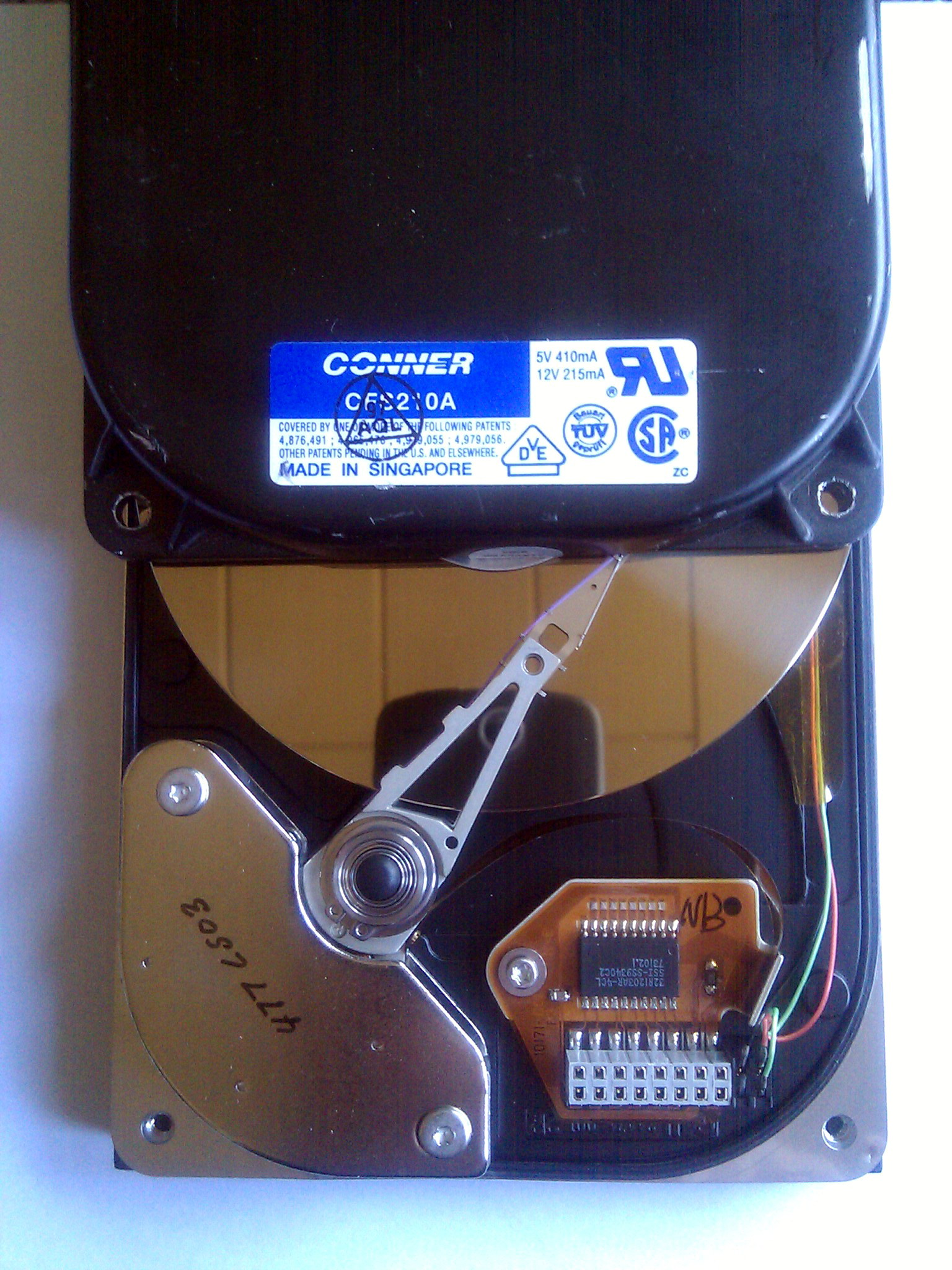
Festplatte mit 210 MB von Conner Peripherals

Conner Peripherals war ein Unternehmen, das Festplatten für Personal Computer herstellte.
Conner Peripherals wurde 1985 von Finis Conner gegründet. Compaq unterstützte das Unternehmen bei der Finanzierung und war viele Jahre einer der wichtigsten Abnehmer. 1993 begann man mit der Fertigung von Bandlaufwerken durch den Kauf der Archive Corporation. Im Jahr 1996 verschmolz Conner mit Seagate.
Finis Conner hatte zuvor bereits 1979 Seagate Technology mitgegründet und gründete 1998 Conner Technologies.